# Gustavo Manduca
Gustavo Manduca (Urussanga, 8 de junho de 1980) é um treinador e ex-futebolista brasileiro que atuava como  atacante, jogou pelo APOEL, depois de passagem marcante pelo AEK Atenas.

## Carreira
Em 13 de setembro de 2011 o APOEL jogando em casa contra o Zenit no GSP Stadium, garantiu sua primeira vitória na fase de grupos da Liga dos Campeões da UEFA. Manduca marcou o empate no minuto 73 e dois minutos depois, ele ajudou Aílton, que marcou o da vitória. Além disso, 1 de novembro de 2011, Manduca marcou no último minuto contra o FC Porto, na vitória em casa por 2-1 pela temporada da Liga dos Campeões da UEFA.

## Títulos
HJK Helsinki
- Copa da Finlândia - 1998
- Copa da Liga Finlandesa - 1998

APOEL
- Campeonato Cipriota de Futebol - 2010–11
- Supercopa do Chipre - 2011